# Єфременко Софія Михайлівна
Софі́я Миха́йлівна Єфре́менко (1909, село Мокроєланчик, тепер Донецького району Донецької області — ?) — українська радянська діячка, змінний майстер цеху випалювання цементу Амвросіївського цементного заводу (комбінату) Сталінської області. Депутат Верховної Ради УРСР 2—4-го скликань.

## Біографія
Народилася в селянській родині. Трудову діяльність розпочала в 16-річному віці. Два роки наймитувала в заможних селян, потім два роки працювала домашньою робітницею.
З 1929 року — робітниця Амвросіївського цементного заводу на Донбасі. Спочатку працювала мастильницею цеху помолу, а після закінчення курсів мотористок працювала мотористкою, помічником мельника та мельником цементного заводу. Була однією з ініціаторок стахановського руху на заводі.
Член ВКП(б) з 1939 року.
Під час німецько-радянської війни була евакуйована в Саратовську область РРФСР, працювала робітницею заводу «Большевик» у місті Вольську. У 1943 році повернулася в Сталінську область УРСР.
З 1943 року — змінний майстер шахтних печей цеху випалювання цементу Амвросіївського цементного заводу (комбінату) Сталінської області. Виконувала виробничі норми на 115—120%.

## Нагороди
- орден Трудового Червоного Прапора
- медаль «За перемогу над Німеччиною у Великій Вітчизняній війні 1941—1945 рр.»
- медалі